# Punti di perno
In un materiale cristallino, una dislocazione è capace di spostarsi attraverso il reticolo quando sforzi relativamente piccoli vengono applicati. Questo movimento delle dislocazioni fa sì che il materiale subisca una deformazione plastica. 
I punti di perno nel materiale agiscono per fermare il movimento di una dislocazione, richiedendo che venga applicato un maggiore quantitativo di forza per superare la barriera. Questo determina un rinforzo dei materiali.

## Tipi di punti di perno

### Difetti di punto
Difetti di punto (così come dislocazioni stazionarie e pieghe) presenti in un materiale, creano campi di stress all'interno del materiale che non permettono a dislocazioni in movimento di venire in contatto diretto. Così come due particelle della stessa carica elettrica esercitano una repulsione l'una per l'altra quando avvicinate, la dislocazione viene respinta dal campo di stress già presente.

### Elementi di lega
L'introduzione di atomo1 in una forma cristallina di atomo2 crea un punto di perno per diverse ragioni. Un atomo di lega è per natura un difetto di punto, quindi deve creare un campo di stress quando posizionato in una posizione cristallografica estranea, che potrebbe bloccare il passaggio di una dislocazione. Comunque, è possibile che il materiale di lega sia approssimativamente della stessa dimensione dell'atomo sostituito, e che quindi la sua presenza non porti sforzo al reticolo (come succede nelle leghe di cobalto e nickel). L'atomo differente avrebbe, comunque, un diverso modulo di elasticità, che creerebbe un terreno differente per la dislocazione in movimento. Un modulo maggiore si comporterebbe come una barriera energetica, e uno minore come una valle energetica ed entrambi fermerebbero il suo movimento.

### Precipitazione di seconda fase
La precipitazione di una seconda fase nel reticolo di un materiale crea delle barriere fisiche attraverso cui la dislocazione non può passare. Il risultato è che la dislocazione deve piegarsi (il che richiede maggiore energia, o che venga applicato uno sforzo maggiore) intorno ai precipitati, che inevitabilmente lascia circoli di dislocazione attorno al materiale di seconda fase e riduce la dislocazione originale.

### Bordi di grano
Le dislocazioni richiedono una disposizione propria del reticolo per muoversi attraverso un materiale. Ai bordi di grano c'è uno sfasamento di reticolo, e ogni atomo che giace sul bordo è non coordinato. Questo impedisce alle dislocazioni che incontrano il bordo di muoversi.